# MercurySteam
MercurySteam Entertainment es una empresa desarrolladora de videojuegos con sede en San Sebastián de los Reyes, España. La empresa desarrolla títulos para todas las plataformas, incluido PC y móvil. Está formada por varios de los antiguos miembros de Rebel Act Studios (creadores de Blade: The Edge of Darkness). Su videojuego mas reciente hecho junto a 505 Games, es un RPG en tercera persona denominado "Project Iron", que fue lanzado el 22 de mayo de 2025 con el nombre de Blades of Fire.

## Historia
En 2007 desarrollaron Clive Barker's Jericho, un juego de horror creado por el afamado escritor y director Clive Barker, creador de Hellraiser. La compañía también está detrás del desarrollo del videojuego Castlevania: Lords of Shadow, distribuido por Konami , y el cual se dio a conocer en la Games Convention de 2008. En el E3 del 2009 se desveló que este título era un nuevo videojuego de la saga Castlevania. El 8 de octubre de 2010 salió a la venta para PlayStation 3 y Xbox 360.
En 2015, Nintendo Life informó que MercurySteam había trabajado en un prototipo de Metroid para Wii U y 3DS, que luego fue rechazado y posiblemente modificado en un proyecto diferente. Más tarde se reveló que habían preparado una nueva versión de Metroid Fusion. Este lanzamiento fue rechazado, pero debido a que el creador de la serie, Yoshio Sakamoto, quedó impresionado por el lanzamiento y el amor del equipo por Metroid, fueron contratados para colaborar en Metroid: Samus Returns en su lugar.
En diciembre de 2020, Nordisk Film, bajo la división Nordisk Games, adquirió el 40% del estudio.

## Juegos desarrollados
La compañía ha estado detrás de numerosos títulos desde sus comienzos.
| Año  | Título                                        | Plataformas                                                                   | Ref    |
| ---- | --------------------------------------------- | ----------------------------------------------------------------------------- | ------ |
| 2004 | American McGee Presents: Scrapland            | Microsoft Windows, Xbox                                                       |        |
| 2006 | Zombies                                       | Nokia 6680, Nokia N70                                                         |        |
| 2007 | Clive Barker's Jericho                        | Microsoft Windows, Xbox 360, PlayStation 3                                    | [ 6 ]  |
| 2010 | Castlevania: Lords of Shadow                  | Microsoft Windows, Xbox 360, PS3                                              | [ 1 ]  |
| 2013 | Castlevania: Lords of Shadow - Mirror of Fate | Nintendo 3DS                                                                  | [ 7 ]  |
| 2014 | Castlevania: Lords of Shadow 2                | Microsoft Windows, Xbox 360, PlayStation 3,                                   | [ 8 ]  |
| 2017 | Spacelords                                    | Microsoft Windows, Xbox One, PS4, Steam, Xbox Series X\|S                     | [ 9 ]  |
| 2017 | Metroid: Samus Returns                        | Nintendo 3DS                                                                  | [ 10 ] |
| 2021 | Metroid Dread                                 | Nintendo Switch                                                               | [ 11 ] |
| 2025 | Blades Of Fire                                | Microsoft Windows, Xbox Series, Playstation 5, Playstation 4, Nintendo Switch | [ 12 ] |